# George K. Shuler
George Kent Shuler (* 15. Dezember 1884; † 16. Oktober 1942) war ein US-amerikanischer Offizier und Politiker. Er war von 1923 bis 1925 Treasurer of State von New York.

## Werdegang
Über die Jugendjahre von George Kent Shuler ist nichts bekannt. Er lebte in Lyons (New York) und heiratete Blanche Stewart. Das Paar bekam zwei Töchter. Während des Ersten Weltkrieges diente er im United States Marine Corps. Bei Kriegsende bekleidete er den Dienstgrad eines Captains. Später erhielt er eine Beförderung zum Major. Ihm wurde die Navy Distinguished Service Medal verliehen.
1920 kandidierte er im 36. Kongresswahlbezirk von New York für den 67. Kongress, erlitt aber bei der Wahl eine Niederlage gegenüber dem Republikaner Norman J. Gould.
Als Captain hatte er das Kommando über eine kleine (vier oder fünf Marines) Abteilung, die durch den US-Innenminister Albert B. Fall entsandt wurde, um am 30. Juli 1922 eine Bohr-Crew gewaltsam vom Teapot-Dome-Ölfeld im Natrona County (Wyoming) zu vertreiben, welche der Mutual Oil Company angehörte. Dies war einer der Hauptgründe für den Teapot-Dome-Skandal während der Administration von Präsident Warren G. Harding. Die Räumung fand ohne Zwischenfälle statt. Die Beamten des Unternehmens luden Captain Schuler und seine Männer nach der Räumung sogar zum Mittagessen ein.
Die Demokratische Partei nominierte Shuler 1922 für das Amt des Treasurers of State von New York. Er errang bei der folgenden Wahl im November 1922 einen Sieg. Bei seiner Wiederwahlkandidatur 1924 erlitt er eine Niederlage gegenüber dem Republikaner Lewis H. Pounds. 1924 nahm Shuler an der Democratic National Convention teil.